# Pittosporum pimeleoides
Pittosporum pimeleoides är en tvåhjärtbladig växtart som beskrevs av Allan Cunningham. Pittosporum pimeleoides ingår i släktet Pittosporum och familjen Pittosporaceae. Inga underarter finns listade.